# Бегара
Бегара (рум. Băgara) — село у повіті Клуж в Румунії. Входить до складу комуни Агірешу.
Село розташоване на відстані 346 км на північний захід від Бухареста, 24 км на північний захід від Клуж-Напоки.

## Населення
За даними перепису населення 2002 року у селі проживали 402 особи.
Національний склад населення села:
| Національність | Кількість осіб | Відсоток |
| -------------- | -------------- | -------- |
| угорці         | 359            | 89,3%    |
| румуни         | 43             | 10,7%    |

Рідною мовою назвали:
| Мова      | Кількість осіб | Відсоток |
| --------- | -------------- | -------- |
| угорська  | 355            | 88,3%    |
| румунська | 43             | 10,7%    |